# ФК Рудар Пљевља
ФК Рудар Пљевља, црногорски је фудбалски клуб из Пљеваља који се такмичи у Другој лиги Црне Горе. Основан је 1920. године. Освојио је два пута првенство Црне Горе и четири пута Куп Црне Горе. У сезони 2023/24. по први пут у историји је испао у Другу лигу.

## Историја
Прва фудбалска лопта дошла је у Пљевља још далеке 1908. године, а донио је Филип Савов Ђурашковић, који се школовао у Паризу. Прва озбиљнија фудбалска такмичења су почела неколико година касније, захваљујући војницима 48. пјешадијског пука, који је био лоциран у овом граду, у Доловима. 
На Видовдан 28. јуна 1920. године дошло је до формирања и првог клуба у Пљевљима, који је добио име Брезник, а којег су сачињавали ученици, али и млади радници, заљубљеници у овај спорт.  Међутим, тај први формирани клуб Брезник није био дугог вијека. Само три године касније, дакле 1923. године, формирано је спортско друштво Санџак, које је имало и фудбалску секцију, а капитен те екипе био је Јован Драшковић. Утакмице су се играле углавном на терену на Читлуку, а то је мјесто отприлике гдје се и сада налази градски стадион. Колико је фудбал тих година постао популаран у Пљевљима најбоље говори податак да је већ 1930. године овај град имао неколико клубова, међу којима још и Јединство, као и екипу Побједе. 
Из тог времена остало је записано да је на игралишту Плијешти одиграна веома интересантна утакмица између Брезника и сарајевске Слоге. Први сусрет пред око 3.000 гледалаца завршен је побједом домаћина 5:2, док је у реваншу било 3:3.
По завршетку Другог свјетског рата, тачније 1947. године, обновљен је фудбал у овом граду, а новом клубу дато име Велимир Јакић по народном хероју Велимиру Јакићу, предратном фудбалеру из овог мјеста (тада су клубови  добијали имена по народним херојима: Тршо, Темпо ИКА). У тим годинама, овај клуб доспио је чак до четвртфинала Купа Југославије и поражен је од тада много моћнијег Сарајева са 3:2, али тек послије 120 минута игре. 
Од 1947. године Пљевљаци су се увијек такмичили у Републичкој фудбалској лиги.Због инцидента на утакмици против Сутјеске у Пљевљима 1954. године, тим Брезника престаје са радом и такмичењем. Формирају се раднички тим „Полет“ и тим ДТВ Партизан који је окупљао гимназијалце. Од њих ће 1955. године бити основан тим који више од пет деценија носи име Рудар. Због реорганизације такмичења, они су постали чланови Сјеверне групе Титоградског подсавеза. Само годину дана касније, освојили су и прво мјесто. 
Играјући у Републичкој лиги Рудар је увијек био у самом врху, а онда је на почетку седамдесетих година, освајањем другог мјеста, стекао право да се такмичи у друголигашкој конкуренцији, што је био велики успјех. Била је то група Југ, коју су сачињавали тимови из Црне Горе, Босне и Херцеговине и једног дијела Хрватске.
Стварајући сопствени играчки кадар Рудар је почетком деведесетих година постао члан Друге савезне лиге, а онда захваљујући реорганизацији такмичења и члан Прве Б савезне лиге у којој је остао двије године. 
Ипак, златно вријеме Рудара долази оног момента када клуб преузима Зоран Дамјановић, власник фирме Волвокс када клуб, послије квалификација са Приштином, постаје члан најелитнијег друштва.
Од оснивања Прве лиге Црне Горе у сезони 2006/07. постао је њен члан и у тој првој години, постиже свој највећи досадашњи успех. Био је четврти у Првој лиги, а такође је освојио Фудбалски куп Црне Горе, када је у финалу победио Сутјеску из Никшића са 2:1. Победа у купу му је обезбедила да учествује у првом колу квалификација за УЕФА куп 2007/08., али због неискуства испао је у првом колу квалификација.
У сезони 2009/10. Рудар осваја дуплу круну, освојивши прву шампионску титулу и други Куп Црне Горе. Клуб је освајањем титуле обезбедио по први пут учешће у квалификацијама за Лигу шампиона у сезони 2010/11., где је у првом колу победио Тре Фиори, да би у другом колу квалификација испао од бугарског Литекса. Исте сезоне клуб по трећи пут осваја Куп Црне Горе.

## Стадион
Стадион у Пљевљима носи име „Градски стадион“ а надимак му је стадион Под голубињом. Капацитет стадиона је око 8.000 места. Стадион под Голубињом, један од највећих у земљи, данас је центар за спорт и рекреацију, дефинитивно је модернизован 1985. године а изграђен је 1948. године у сљедеће двије године планирано је да се направе сједишта за гледаоце и осавремењивање пратећих простора на стадиону. На њему се налазе двије трибине од којих је једна покривена. Такође у оквиру овог комплекса налазе се и терени за тенис, рукомет и кошарку. Године 2009. је урађена комплетна рестаурација травнатог дијела терена.

## Навијачи
Прва организована навијачка група настала је деведесетих и звала се Источни фронт. Група је била врло организована, ишло се на гостовања, стадион је увек био препун. Група се распала крајем деведесетих. Око 2000. оснива се нова навијачка група „Ирваси“ која је кратко пратила клуб а онда прешла да прати тада врло успешни рукометни клуб. Од тада Рудар нема подршку навијача све до 2006. када се оснива група „Пирати“ која је клуб пратила неколика месеци. Она се такође убрзо угасила. Маја 2008. оснива се група „Уједињени Рудари“ или на енгл. "United Miners". Убрзо по оснивању урађени су шалови групе, иде се организовано на гостовања, раде се кореографије и транспаренти. Група тренутно броји педесетак чланова.

## Успеси
| Такмичење                | Такмичење                | Број                     | Година                             |                          |                          |
| Национално првенство - 2 | Национално првенство - 2 | Национално првенство - 2 | Национално првенство - 2           | Национално првенство - 2 | Национално првенство - 2 |
| ------------------------ | ------------------------ | ------------------------ | ---------------------------------- | ------------------------ | ------------------------ |
| Првенство Црне Горе      | Првак                    | 2                        | 2009/10, 2014/15                   |                          |                          |
| Првенство Црне Горе      | Други                    | 1                        | 2011/12                            |                          |                          |
| Национални куп - 4       |                          |                          |                                    |                          |                          |
| Куп Црне Горе            | Победник                 | 4                        | 2006/07, 2009/10, 2010/11, 2015/16 |                          |                          |
| Куп Црне Горе            | Финалиста                | 1                        | 2011/12                            |                          |                          |

## Рудар у европским такмичењима
| Сезона   | Такмичење     | Коло        | Држава     | Екипа            | Дом. | Гос | Укупан рез. |
| -------- | ------------- | ----------- | ---------- | ---------------- | ---- | --- | ----------- |
| 2007/08. | Куп УЕФА      | 1. коло кв. | Кипар      | Омонија Никозија | 0:2  | 0:2 | 0:4         |
| 2010/11. | Лига шампиона | 1. коло кв. | Сан Марино | Тре Фиори        | 4:1  | 3:0 | 7:1         |
| 2010/11. | Лига шампиона | 2. коло кв. | Бугарска   | Литекс Ловеч     | 0:4  | 0:1 | 0:5         |
| 2011/12. | Лига Европе   | 2. коло кв. | Аустрија   | Аустрија Беч     | 0:3  | 0:2 | 0:5         |
| 2012/13. | Лига Европе   | 1. коло кв. | Јерменија  | Ширак            | 0:1  | 1:1 | 1:2         |
| 2013/14. | Лига Европе   | 1. коло кв. | Јерменија  | Мика             | 1:0  | 1:1 | 2:1         |
| 2013/14. | Лига Европе   | 2. коло кв. | Пољска     | Сласк Вроцлав    | 2:2  | 0:4 | 2:6         |
| 2015/16. | Лига шампиона | 2. коло кв. | Азербејџан | Карабаг          | 0:1  | 0:0 | 0:1         |
| 2018/19. | Лига Европе   | 1. коло кв. | Србија     | Партизан         | 0:3  | 0:3 | 0:6         |

## Резултати у такмичењима у Црној Гори
| Сезона   | Ранг | Лига       | Бр.екипа | Позиција  | Куп           |
| -------- | ---- | ---------- | -------- | --------- | ------------- |
| 2006/07. | 1    | Прва лига  | 12       | 4. место  | Победник      |
| 2007/08. | 1    | Прва лига  | 12       | 5. место  | Полуфинале    |
| 2008/09. | 1    | Прва лига  | 12       | 5. место  | Полуфинале    |
| 2009/10. | 1    | Прва лига  | 12       | 1. место  | Победник      |
| 2010/11. | 1    | Прва лига  | 12       | 3. место  | Победник      |
| 2011/12. | 1    | Прва лига  | 12       | 2. место  | Финале        |
| 2012/13. | 1    | Прва лига  | 12       | 5. место  | Осмина финала |
| 2013/14. | 1    | Прва лига  | 12       | 6. место  | Осмина финала |
| 2014/15. | 1    | Прва лига  | 12       | 1. место  | Осмина финала |
| 2015/16. | 1    | Прва лига  | 12       | 3. место  | Победник      |
| 2016/17. | 1    | Прва лига  | 12       | 8. место  | Полуфинале    |
| 2017/18. | 1    | Прва лига  | 10       | 5. место  | Осмина финала |
| 2018/19. | 1    | Прва лига  | 10       | 8. место  | Осмина финала |
| 2019/20. | 1    | Прва лига  | 10       | 7. место  | Прекинуто     |
| 2020/21. | 1    | Прва лига  | 10       | 7. место  | Осмина финала |
| 2021/22. | 1    | Прва лига  | 10       | 8. место  | Четвртфинале  |
| 2022/23. | 1    | Прва лига  | 10       | 9. место  | Четвртфинале  |
| 2023/24. | 1    | Прва лига  | 10       | 10. место | Полуфинале    |
| 2024/25. | 2    | Друга лига | 9        | 2. место  | Четвртфинале  |

## Стручни штаб
| Позиција          | Име          |
| ----------------- | ------------ |
| Менаџер           | Срђан Никић  |
| помоћник менаџера | Богавац Вуко |
| тренер голмана    | Жарко Лучић  |
|                   |              |

## Познати бивши играчи
- Дамир Чакар (завршио каријеру)
- Драган Младеновић (завршио каријеру)
- Иван Фатић
- Предраг Ранђеловић